# North American T-6 Texan
North American Aviation T-6 Texan — американский лёгкий учебный самолёт. Использовался для обучения лётчиков-истребителей в армии США, ВМС США, Королевских военно-воздушных сил и других воздушных сил Британского Содружества во время Второй мировой войны и в послевоенное время — вплоть до 1950-х гг. В зависимости от модификации и страны эксплуатации самолёт имел разные названия: AT-6 в Воздушном корпусе и ВВС Армии США, SNJ в военно-морских силах США и Harvard в странах Британского Содружества. С 1948 года новосозданные военно-воздушные силы США присвоили ему обозначение T-6, а военно-морские силы США приняли это обозначение в 1962 году.
Первые полёты прототипа состоялись 1 апреля 1935 года. Серийное производство — с 1937 г. В общей сложности было построено 15 495 самолётов T-6 всех модификаций.

## Боевое применение
Самолёт ограниченно использовался в ряде войн и вооружённых конфликтов (Палестина, Корея, Вьетнам, Лаос, Кения, Алжир), в основном для воздушной разведки и корректировки, реже — в качестве лёгкого штурмовика.
В ходе Корейской войны было потеряно 102 самолёта.
Португалия использовала самолёт во время колониальной войны в Африке. В ходе войны было потеряно по крайней мере 4 самолёта.

### Использование в СССР
Интерес советских специалистов к Т-6 был проявлен в 1942 году. В декабре того же года был сделан официальный запрос к американцам на поставку партии из 30 самолётов. В начале 1943 года поставки самолёта начались через северные порты СССР. В мае-июне самолёты прошли испытания и получили положительные оценки. Ещё одну партию из 22 единиц поставили через Иран, но два из них были потеряны по пути. Весной 1945 года советские специалисты запросили партию из 600 машин, но американцы согласились поставить только 225. Их отправляли в СССР через Аляску. Последние Т-6 прибыли в августе 1945 года.

## Использовался в странах
- Аргентина
- Австрия
- Бельгия
- Боливия
- Бразилия
- Китайская Республика
- Чили
- Колумбия
- Республика Конго
- Куба
- Дания
- Доминиканская Республика
- Сальвадор
- Франция
- Габон
- Германия
- Гондурас
- Индия
- Израиль
- Италия
- Япония
- Мексика
- Марокко
- Нидерланды
- Мозамбик
- Новая Зеландия
- Норвегия
- Пакистан
- Парагвай
- Филиппины
- Португалия
- Испания
- Сирия
- СССР
- Швеция
- Таиланд
- Тунис
- Великобритания
- Уругвай
- Венесуэла

## ЛТХ
- Экипаж: два (курсант и инструктор)
- Длина: 29 футов (8,84 м)
- Размах крыла: 42 фута (12,81 м)
- Высота: 11 футов 8 дюймов (3,57 м)
- Площадь крыла: 253,7 фута ² (23,6 м²)
- Пустой вес: 4158 (1886 кг)
- Загружено вес: 5617 (2548 кг)
- Максимальная скорость: 208 миль/ч на 5000 футов (335 км/ч на 1500 м)
- Крейсерская скорость: 145 миль/ч (233 км/ч)
- Дальность полёта: 730 (1175 км)
- Потолок: 24200 футов (7400 м)
- Двигатель: 1 × Пратт и Уитни "R-1340-AN-1 мощностью 600 л. с. (450 кВт)